# Xã Ayr, Quận Fulton, Pennsylvania
Xã Ayr (tiếng Anh: Ayr Township) là một xã thuộc quận Fulton, tiểu bang Pennsylvania, Hoa Kỳ. Năm 2010, dân số của xã này là 1.942 người.